# Isabel Swan
Isabel Marques Swan (Rio de Janeiro, 18 de novembro de 1983) é uma ex-velejadora  e política brasileira, filiada ao Partido Verde (PV). Disputou duas edições dos Jogos Olímpicos, e junto de Fernanda Oliveira conquistou a primeira medalha feminina da vela brasileira em Pequim 2008. Foi quatro vezes campeã brasileira na Classe 470 e bicampeã brasileira da Classe Tornado na série B em 1998 e 1999. É a atual vice-prefeita de Niterói, cargo que ocupa desde janeiro de 2025.

## Carreira
Nascida no Rio de Janeiro e criada em Niterói, iniciou na vela na classe básica Optimist aos oito anos por incentivo do pai, Robert, tendo como inspiração no esporte a tia Claudia, que disputou a Olimpíada de 1992. Após se mudar para Brasília, começou a competir no Lago Paranoá, e ganhou sua primeira medalha no Campeonato Centro-Oeste de Optimist. Sua primeira competição num torneio internacional foi em 1998, no Campeonato Mundial de Tornado junto do pai, em Búzios. Com o tempo, a vela virou apenas um hobby, com Isabel tendo trabalhos como modelo a partir dos 15 anos e iniciando o curso de comunicação social na Universidade Federal Fluminense em 2002.

### Com Fernanda Oliveira: Pequim 2008
Isabel, depois de correr campeonatos da Classe 470 e se destacar pelo seu biotipo de proeira recebeu o convite de Fernanda Oliveira, que tinha acabado de disputar os Jogos Olímpicos de Atenas 2004 pela classe  470, para ser sua parceira no iatismo. Mesmo tendo de se mudar para Porto Alegre, onde Oliveira residia, Isabel abriu mão de morar no Rio de Janeiro e passou a treinar no Rio Grande do Sul. Em 2006, a dupla conquistou o quarto lugar no Mundial de Rizhao, melhor posição de uma dupla feminina brasileira até então. Antes das Olimpíadas também conquistaram a medalha de prata na etapa do Mundial de Vela em Medemblik, na Holanda.
Na primeira participação de Isabel nos Jogos Olímpicos, em Pequim 2008, ela e Fernanda conquistaram uma medalha de bronze na 470, primeira medalha feminina da vela brasileira. Após os jogos, a dupla se desfez, com Isabel planejando deixar de ser proeira para mudar para a classe Laser Radial.

### Depois do bronze
Em 2009, recém-formada da faculdade, foi atleta embaixadora e realizou o discurso em Copenhagem da campanha do Rio de Janeiro para sediar os Jogos Olímpicos de Verão de 2016, e resolveu iniciar uma parceria com a jovem Martine Grael, filha de Torben Grael e campeã do mundial júnior. Competindo no campeonato mundial de 2010, ficaram em sexto lugar. Apesar de terem conquistado o resultados entre as 10 primeiras em todos os campeonatos Mundiais que disputaram (Haia 2010, Perth 2011 e Barcelona 2012) e conquistado a vaga olímpica brasileira para os Jogos de Londres 2012, acabaram perdendo a vaga da 470 nos Jogos Olímpicos de Verão de 2012 em Londres para Fernanda Oliveira e sua dupla, Ana Barbachan. Eventualmente as duas se separaram, com  Isabel permanecendo na 470 e Martine decidindo competir na classe 49er FX. Como nova parceira, Isabel chamou Renata Decnop. Velejaram juntas 2 anos mas como o critério para participar da Olimpíada do Rio foi de indicação e a dupla não obteve resultados expressivos, Isabel, percebendo que seria difícil representar o país, decidiu mudar de classe, com 1 ano e meio antes dos Jogos do Rio 2016.

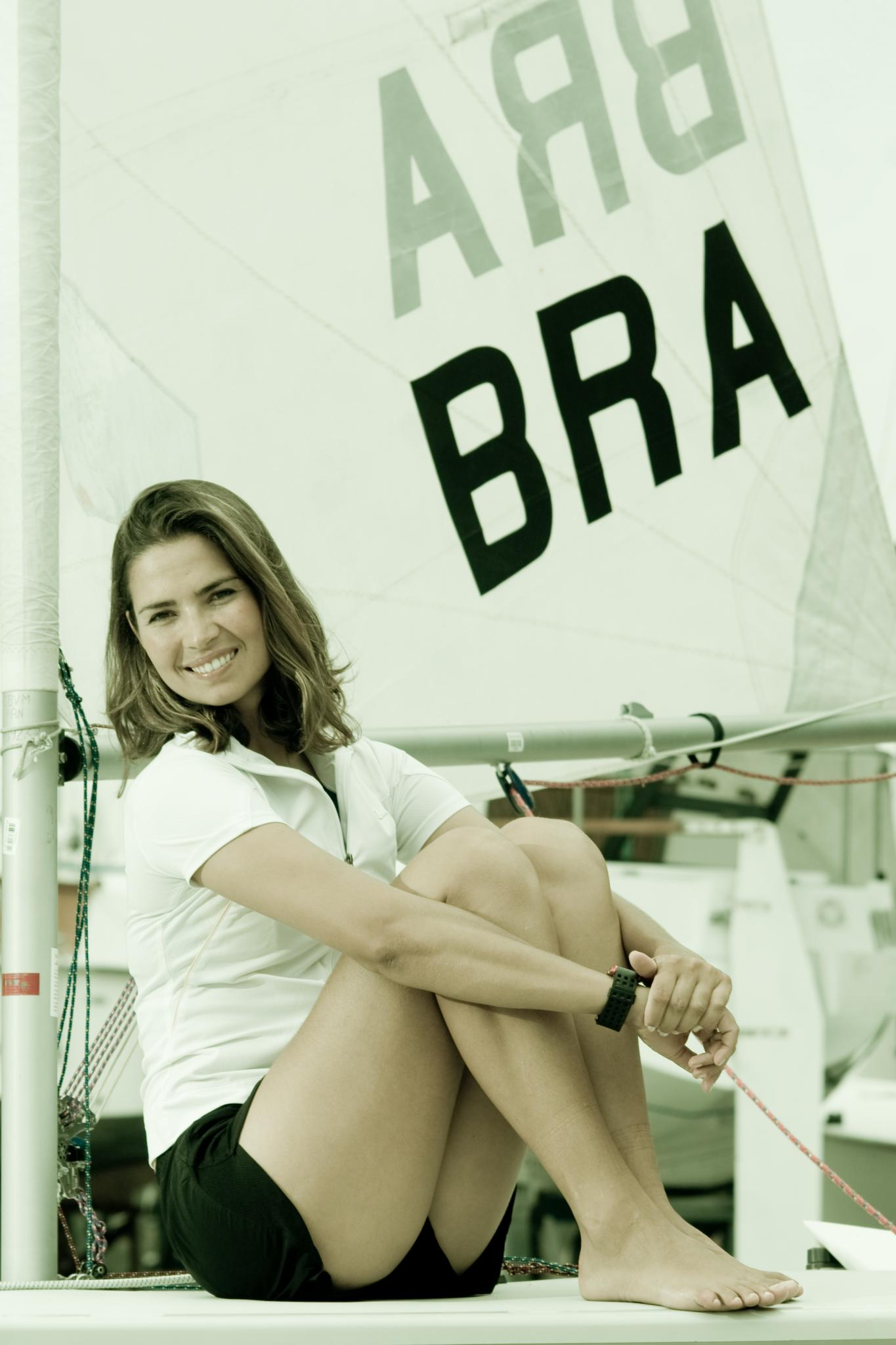
Isabel Swan em 2009

Isabel entrou para a classe Nacra 17, um barco misto que estrearia em 2016 e no qual o Brasil tinha até então o pior desempenho entre as classes olímpicas. Buscou parcerias e acabou sendo convidada a se juntar a Samuel Albrecht, então o mais bem qualificado da classe ao lado de Geórgia Rodrigues. A vaga foi conquistada em novembro de 2015, e nos jogos, mesmo tem apoio técnico, surpreenderam e foram finalistas na Medal Race, terminando na décima colocação geral.
Isabel passou a fazer parceria com João Siemsen em 2018, e acabaria perdendo a vaga para Tóquio 2020 para Albrecht e sua nova parceira Gabriela Nicolino. Eventualmente foi convidada pelo Comitê Olímpico Brasileiro em 2021 para liderar uma recém-criada coordenação de esportes femininos.
Em 2024, Isabel se classificou para a terceira Olimpíada nos Jogos Olímpicos de Verão de 2024 na 470 junto de Henrique Haddad. Meses após disputar os Jogos, anunciou sua aposentadoria da vela.

## Política
Em 2024, anunciou sua candidatura a vice-prefeita de Niterói na chapa encabeçada por Rodrigo Neves, disputando as eleições pela primeira vez. A chapa saiu vencedora com 156.067 votos (57,20%), tornando Isabel a primeira mulher eleita para um cargo executivo no município.

## Desempenho eleitoral
| Ano  | Eleição              | Partido | Cargo                                      | Votos   | %                 | Resultado | Ref    |
| ---- | -------------------- | ------- | ------------------------------------------ | ------- | ----------------- | --------- | ------ |
| 2024 | Municipal de Niterói | PV      | Vice-prefeita Titular: Rodrigo Neves (PDT) | 136.064 | 48,47% (1º Turno) | Eleita    | [ 19 ] |
| 2024 | Municipal de Niterói | PV      | Vice-prefeita Titular: Rodrigo Neves (PDT) | 156.067 | 57,20% (2º Turno) |           | [ 19 ] |

- Medalha de Bronze nos Jogos Olímpicos de Pequim 2008 - classe 470 [20]

- Bicampeã Mundial Militar - 2010-2011 [21]
- Tetracampeã Brasileira - classe 470 [22]
- Campeã Sul-Americana - 2015, classe Nacra 17 [23]
- Finalista Olímpica - Rio 2016, classe Nacra 17 [24]
- Campeã da Copa Brasil - 2022, classe 470 [25]
- Bicampeã Sul-Americana - 2023 e 2024, classe 470 [26]
- Oito vezes entre as top 10 do mundo na classe 470 em campeonatos mundiais com 3 parceiras distintas [27]